# 日本交通 (島根県)

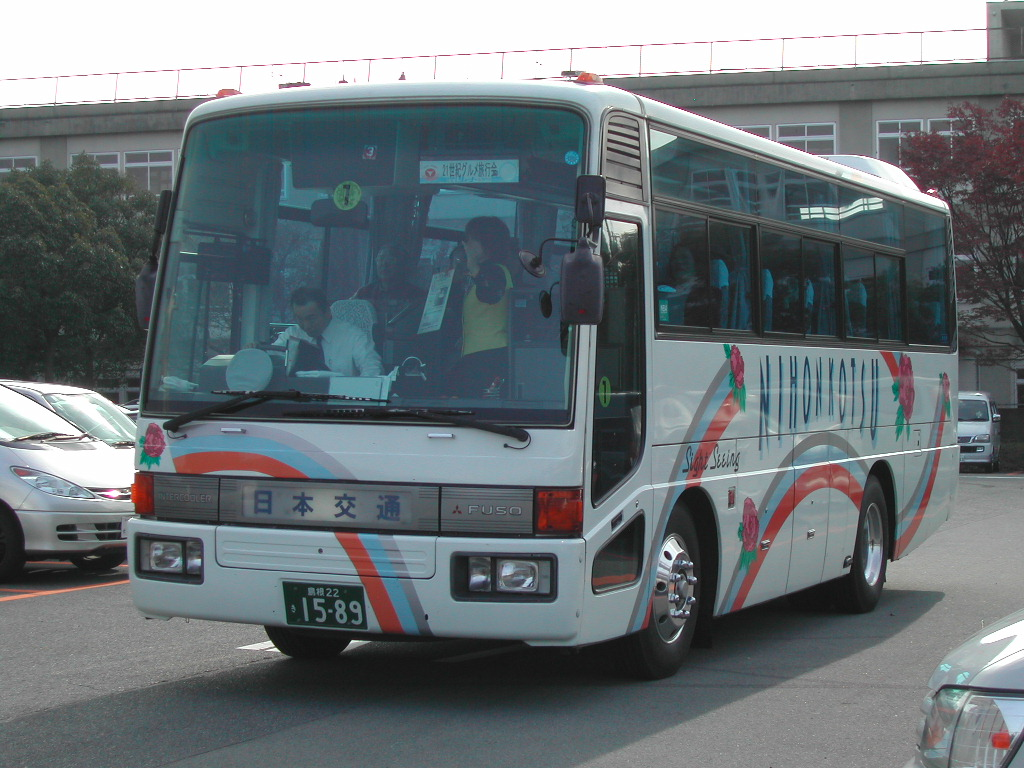
貸切バス（旧塗装、2003年撮影）

日本交通株式会社（にほんこうつう、Nihon Kotsu Co.,Ltd.）は、島根県松江市に本社を置く企業。貸切バス事業・タクシー事業を営む。日本交通 (鳥取県)および日本交通 (大阪府)の関連会社である。通称は「日交（にっこう）」。
日本バス協会傘下の島根県旅客自動車協会の会員にはなっていない。
なお、東京都に本社を置く日本交通 (東京都)とは全く関係がない。

## 事業内容
- タクシー
- 貸切バス
- 松江市コミュニティバスのうち、大野、古江、本庄・持田、忌部、鹿島、島根の各コミュニティバスの運行受託
- 益田市乗合タクシーのうち、有田・河内線、千振・種線の運行受託

## 各営業所（車庫）所在地
- 松江営業所
  - 島根県松江市東朝日町278-3
- 宇井営業所
  - 島根県松江市美保関町森山宇井
- 玉造営業所
  - 島根県松江市玉湯町湯町1849-1
- 安来営業所
  - 島根県安来市安来町東小路1951-2
- 広瀬営業所
  - 島根県安来市古川町440-3
- 出雲営業所
  - 島根県出雲市浜町339-1
- 神西沖営業所
  - 島根県出雲市神西沖町蛇島2214-1
- 大社営業所
  - 島根県出雲市大社町杵築南
- 大田営業所（島根日本交通株式会社と共用）
  - 島根県大田市大田町大田諏訪イ117-1
- 江津営業所
  - 島根県江津市嘉久志町1245-3
- 浜田営業所（田町）
  - 島根県浜田市田町772-2
- 浜田営業所（下府町）
  - 島根県浜田市下府町1646-1
- 三隅営業所
  - 島根県浜田市三隅町向野田619-26
- 益田営業所
  - 島根県益田市有明町653-2